# Johanna Dorothea Sysang
Johanna Dorothea Sysang, född 7 april 1729 i Dresden, död 2 mars 1791 i Leipzig, var en tysk kopparstickare.
Hon var dotter till Christoph Sysang och från 1755 gift med tjänstemannen G Philipp. Sysang som var verksam i Leipzig först som faderns medhjälpare och senare drev hon egen verksamhet. Hon utförde en stor mängd porträtt, vetenskapliga illustrationer, vignetter med mera i kopparstick. För Levin Möllers Nouveau dictionnaire françois-suédois utförde hon ett kopparstick med en Stockholmsbild. Av bilden att döma verkar den vara utförd utan att konstnären sett staden eller haft någon förlaga att gå efter. på 1770-talet utförde hon en rad kopparstick till den tyska upplagan av Kungliga vetenskapsakademiens handlingar samt fågelillustrationer. Bland hennes porträtt märks ett av Ludvig Holberg.